# إد هيوز (ملحن)
إد هيوز (بالإنجليزية: Ed Hughes)‏ هو ملحن بريطاني، ولد في 1968.

## وصلات خارجية
- الموقع الرسمي
- إد هيوز على موقع ميوزك برينز (الإنجليزية)